# 张庙站
张庙站是中华人民共和国上海市寶山區淞南鎮境內的一個三等货运站，也是北杨支線上的一個火車站，受上海局集团南翔直属站领导。該火車站緊鄰江楊南路。由於火車站位於张庙泗塘新村附近，所以得名張廟站。车站设有通往上海双钢实业投资有限公司和中铁二十四局集团上海铁建工程的专用线。
由於宝山钢铁总厂需要运输原材料及产品，1984年10月1日，张庙站成立，1985年6月1日起，张庙站開始办理运输业务。

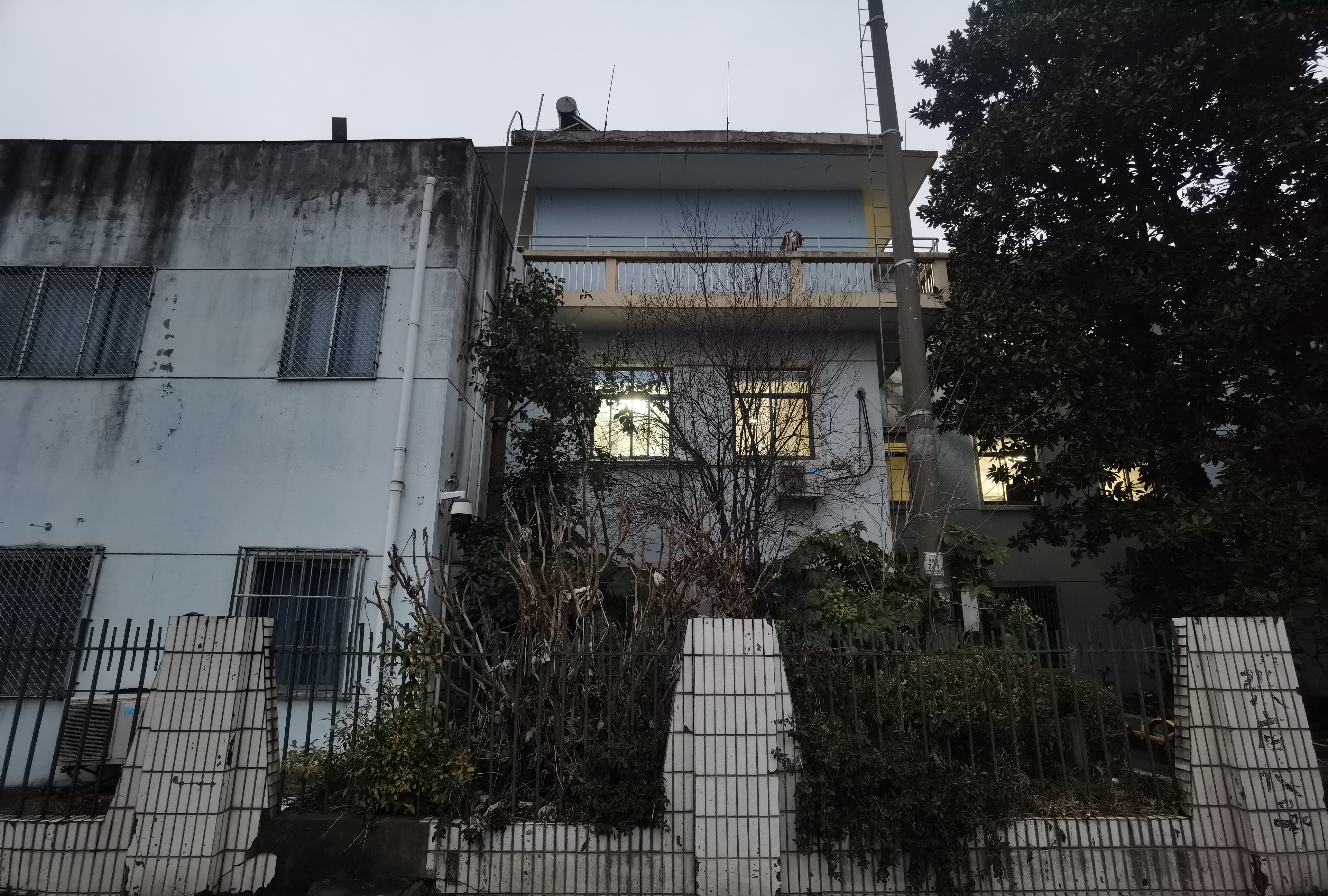
2025年1月，张庙火车站站房（控制室）

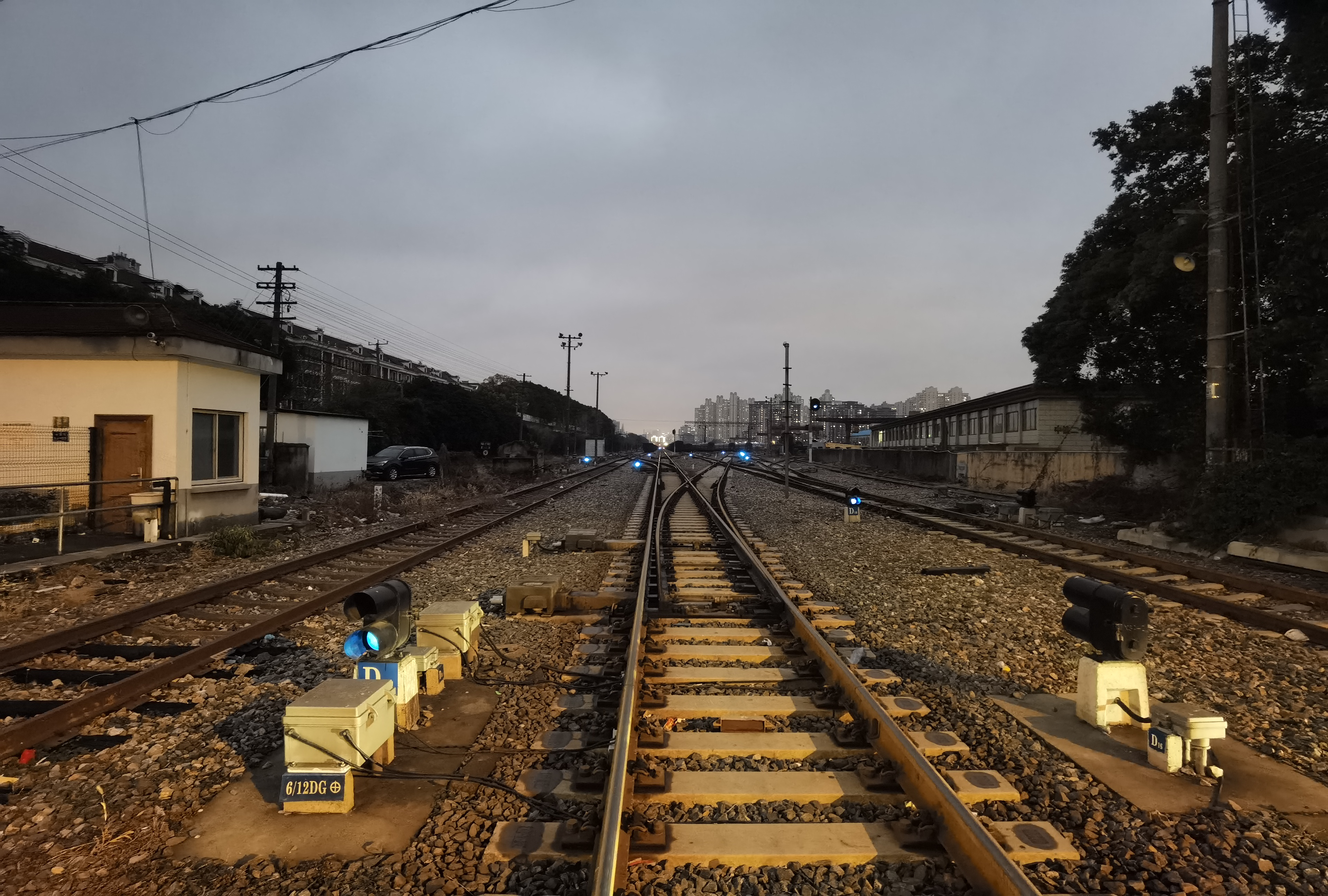
2025年1月，自北杨支线通南路道口眺望张庙火车站站场